# Mineral (Wirginia)
Mineral – miasto w Stanach Zjednoczonych, w stanie Wirginia, w hrabstwie Louisa.